# Аррас-1 (кантон)
Аррас-1 (фр. Arras-1) — кантон во Франции, находится в регионе О-де-Франс, департамент Па-де-Кале. Входит в состав округа Аррас.

## История
Кантон образован в результате реформы 2015 года. В его состав вошли районы города Аррас, составлявшие ранее кантон Аррас-Уэст, упраздненный кантон Денвиль и отдельные коммуны кантонов Аррас-Сюд, Боме-ле-Лож и Вими.

## Состав кантона
В состав кантона входят коммуны (население по данным Национального института статистики за 2018 г.):
- Ак (786 чел.)
- Анзен-Сент-Обен (2 773 чел.)
- Аррас (14 456 чел.) (западные кварталы)
- Боме-ле-Лож (1 000 чел.)
- Вайи (1 091 чел.)
- Денвиль (5 665 чел.)
- Марёй (2 461 чел.)
- Мон-Сент-Элуа (1 019 чел.)
- Нёвиль-Сен-Ва (1 549 чел.)
- Рокленкур (792 чел.)
- Сент-Катрин (3 503 чел.)
- Экюри (381 чел.)
- Этрён (310 чел.)

## Политика
На президентских выборах 2022 г. жители кантона отдали в 1-м туре Эмманюэлю Макрону 33,0 % голосов против 24,2 % у Марин Ле Пен и 17,5 % у Жана-Люка Меланшона; во 2-м туре в кантоне победил Макрон, получивший 60,1 % голосов. (2017 год. 1 тур: Эмманюэль Макрон – 26,2 %, Марин Ле Пен и  Франсуа Фийон – по 20,8 %, Жан-Люк Меланшон – 17,3 %; 2 тур: Макрон – 66,1 %. 2012 год. 1 тур: Франсуа Олланд — 30,0 %, Николя Саркози — 28,0 %, Марин Ле Пен — 17,3 %; 2 тур: Олланд — 51,2 %).
С 2021 года кантон в Совете департамента Па-де-Кале представляют вице-мэр города Аррас Дениз Бокийе (Denise Bocquillet) (Союз демократов и независимых) и мэр коммуны Этрён Мишель Матиссар (Michel Mathissart) (Разные центристы).
|                | Кандидаты                       | Партия                   | Первый тур | Первый тур     | Второй тур | Второй тур |
| Кол-во голосов | Кандидаты                       | Партия                   | % голосов  | Кол-во голосов | % голосов  |            |
| -------------- | ------------------------------- | ------------------------ | ---------- | -------------- | ---------- | ---------- |
|                | Дениз Бокийе Мишель Матиссар    | Разные центристы         | 3 406      | 35,53          | 6 700      | 72,14      |
|                | Орели Вольф Албан Ёзель         | Национальное объединение | 2 260      | 23,58          | 2 588      | 27,86      |
|                | Марк Лавогез Мартин Шеффер      | Левый блок – Зелёные     | 2 013      | 21,00          |            |            |
|                | Эрик Лемуэн Зигрид Жанковски    | Прочие                   | 1 457      | 15,20          |            |            |
|                | Шарль-Аррис Дюссо Аврора Дютайи | Левый блок               | 449        | 4,68           |            |            |

|                | Кандидаты                        | Партия             | Первый тур | Первый тур     | Второй тур | Второй тур |
| Кол-во голосов | Кандидаты                        | Партия             | % голосов  | Кол-во голосов | % голосов  |            |
| -------------- | -------------------------------- | ------------------ | ---------- | -------------- | ---------- | ---------- |
|                | Дениз Бокийе Даниэль Дамар       | Правый блок        | 3 638      | 48,44          | 4 300      | 60,50      |
|                | Бертран Александр Анн Денгревиль | Левый блок         | 2 413      | 32,13          | 2 807      | 39,50      |
|                | Люси Барбе Албан Ёзель           | Национальный фронт | 1 459      | 19,43          |            |            |

|                | Кандидаты                              | Партия                      | Первый тур | Первый тур     | Второй тур | Второй тур |
| Кол-во голосов | Кандидаты                              | Партия                      | % голосов  | Кол-во голосов | % голосов  |            |
| -------------- | -------------------------------------- | --------------------------- | ---------- | -------------- | ---------- | ---------- |
|                | Дениз Бокийе Даниэль Дамар             | Правый блок                 | 4 540      | 32,46          | 5 374      | 38,10      |
|                | Бертран Александр Франсуаза Россиньоль | Левый блок                  | 4 633      | 33,12          | 5 370      | 38,07      |
|                | Албан Ёзель Даниэль Д'Олландер         | Национальный фронт          | 3 810      | 27,24          | 3 362      | 23,83      |
|                | Дидье Брор Лор Оливье                  | Европа Экология — «Зелёные» | 1 005      | 7,18           |            |            |